# Zámok
Zámok (725 m) – wzgórze w obrębie miejscowości Kamenica na zachodnim krańcu Gór Czerchowskich na Słowacji. Znajduje się w północnym grzbiecie Zubaneca.
Jest rezerwatem przyrody. Ochronie podlegają skały, ruiny zamku i ciekawa flora roślin wapieniolubnych. Z rzadkich gatunków roślin rośnie tutaj m.in. zawilec wielkokwiatowy i kilka gatunków storczyków.
Wzgórze zbudowane jest ze skał wapiennych. Pod względem geomorfologicznym znajduje się w obrębie Pienińskiego Pasa Skałkowego (Bradlove pasmo). Ma jego szczycie znajdują się ruiny Zamku w Kamenicy (Kamenický hrad). Są udostępnione turystycznie. Prowadzi do nich z Kamenicy znakowana ścieżka edukacyjna z tablicami informacyjnymi.
Szczyt wzgórza jest bezleśny i dzięki temu jest on bardzo dobrym punktem widokowym. Panorama obejmuje m.in. Góry Czerchowskie, Góry Lewockie i Spišsko-šarišské medzihorie z jego miejscowościami.

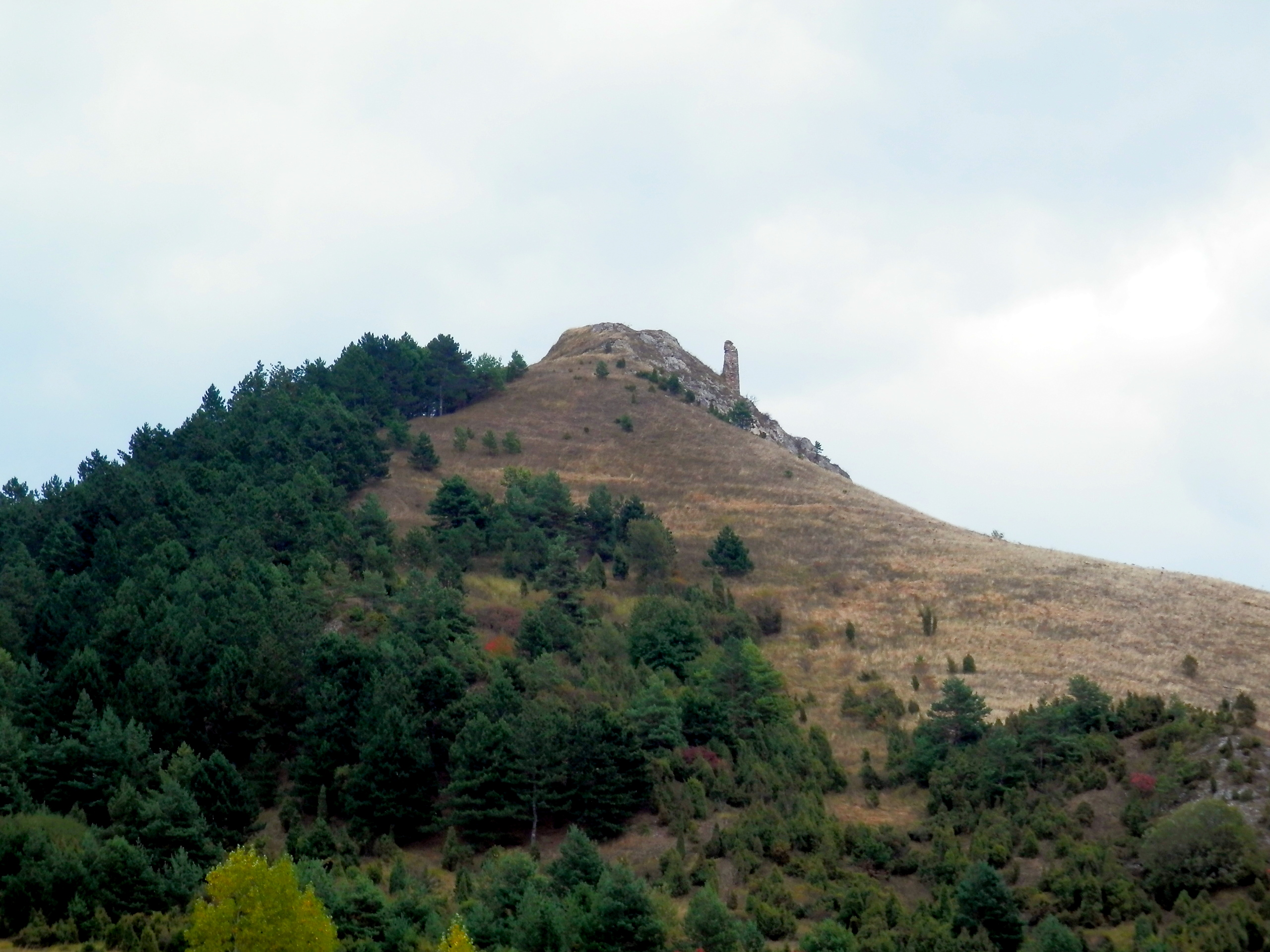
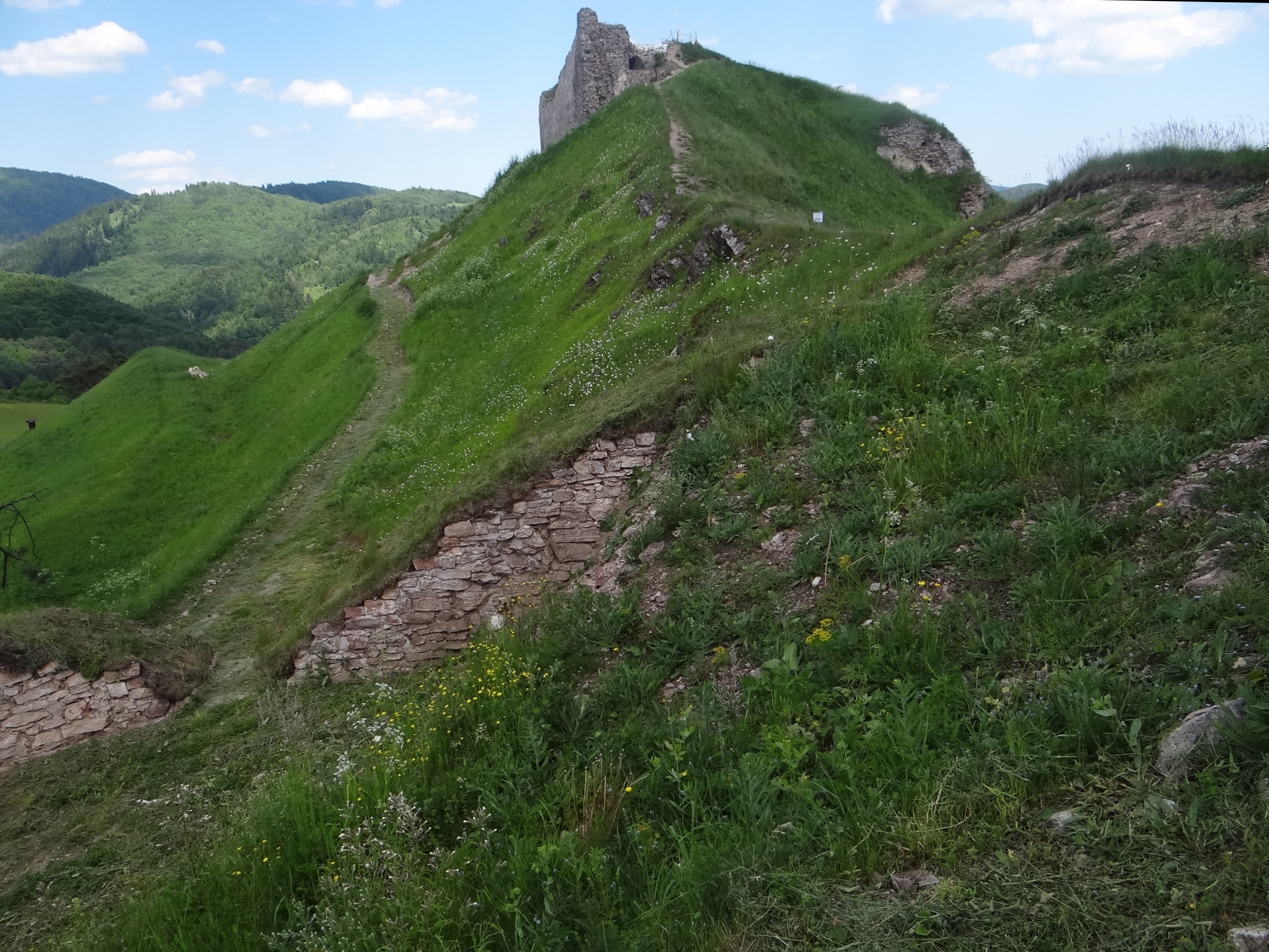
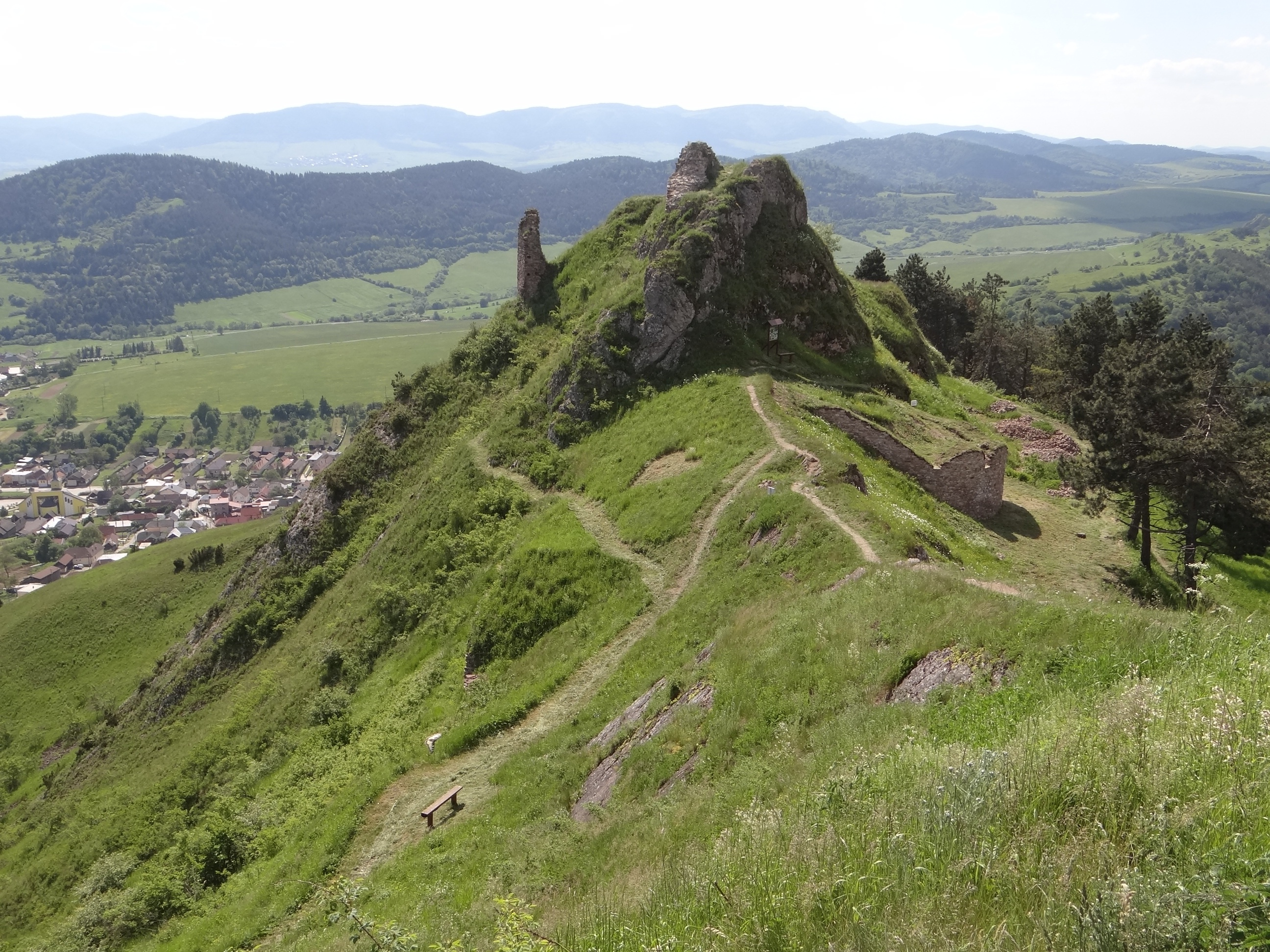